# Fråga Alice
Fråga Alice: en sann historia, eller Fråga bara Alice (originaltitel: Go ask Alice) är en påstådd dagbok av en anonym flicka, utgiven i USA 1971. Titeln är tagen från en textrad i Jefferson Airplanes låt White Rabbit från 1967. Boken har ofta använts i engelskundervisningen i svenska skolor.

## Handling
Boken utgavs från början vara en autentisk dagbok skriven av en femtonårig flicka. Dagbokens påstådda författare hamnade tidigt i missbruk och boken publicerades efter hennes död. Efter att allt större tvivel rests om bokens autenticitet som dagbok har boken sedan åtminstone 1980-talet betecknats som skönlitteratur av många utgivare.

## Svensk översättning
Boken översattes till svenska 1979 under titeln Fråga bara Alice. Nyöversättningen från 2002 gavs titeln Fråga Alice och från 2:a upplagan 2006 lades "en sann historia" till titeln.